# Antoine Hyacinthe de Chastenet de Puységur
Pour les articles homonymes, voir Puységur (homonymie).
Antoine Hyacinthe Anne, comte de Chastenet de Puységur, est un officier de marine français du XVIIIe siècle, né le 14 février 1752 et mort à Paris le 20 janvier 1809. Cultivé, il s'intéressera à des domaines aussi variés que la topographie, l'hydrographie et l'archéologie. Il termine sa carrière au service du royaume de Portugal avec le grade de contre-amiral.

## Biographie

### Origines et jeunesse
Antoine Hyacinthe Anne de Chastenet de Puységur descend d'une illustre famille de la noblesse d'épée, la Maison de Chastenet de Puységur, qui avait donné au royaume de France un Maréchal de France, Jacques François de Chastenet, marquis  de Puységur, son aïeul 
(1656-1743), un archevêque de Bourges Jean Auguste de Chastenet de Puységur (1740-1815) et un Secrétaire d’État à la Guerre Louis Pierre de Chastenet, comte de Puységur (1727-1807).

### Carrière militaire et scientifique
Il entre dans la Marine royale en 1767 à l'âge de 15 ans, en tant que garde de la marine à Toulon. Pendant ses années de formation, il prend des cours de mathématiques et d'hydrographie avec le professeur Bézout. 

#### Hydrographe, topographe et archéologue
En 1772, il est affecté à l'équipage de La Flore, commandée par Verdun de la Crenne, et part en mission en mer des Antilles pour tester la fiabilité des horloges de marine françaises. Passionné par l'archéologie, en 1772, il demande au roi d'Espagne la permission de pénétrer dans les cavernes servant de sépulture aux Guanches (anciens habitants des îles Fortunées, (ancien nom des îles Canaries). Il parvient à en extraire des momies, qu'il envoie enrichir les collections des Musées d'histoire naturelle de Paris et de Madrid. 
En 1776, il commande la corvette L'espiègle, qui accompagne le chevalier de Borda dans son expédition aux Canaries et sur les côtes de l'Afrique. Au cours de cette expédition, il s'initie au maniement des horloges de Ferdinand Berthoud.

#### La guerre d'Amérique
Il s'illustre notamment pendant la guerre d'indépendance des États-Unis et gravit rapidement les échelons de la hiérarchie militaire. En 1781, alors qu'il est âge de 32 ans, il est fait chevalier de l'ordre royal et militaire de Saint-Louis et a déjà derrière lui une brillante carrière. 
Comme ses frères Armand Marie Jacques et Jacques Maxime, il s'intéresse au magnétisme animal et est l'élève de Franz-Anton Mesmer dans le cadre de la Société de l'Harmonie à partir de 1782. En 1787, il fait paraître son ouvrage sur les Débouquemens de Saint-Domingue in-4 

#### Société de l'harmonie de Saint-Domingue
Pendant son passage à Saint-Domingue, en 1784 et 1785, Antoine Hyacinthe Anne de Chastenet de Puységur a établi à Cap-Français une filiale de la Société de l'harmonie de Paris, école de magnétisme, par Franz-Anton Mesmer.

#### La Révolution et l'exil
Puységur émigre en 1791, il fait partie de l'armée de Condé durant la Révolution française. Il passe au service des marines anglaises puis portugaises où il est nommé contre-amiral. Décoré de la croix de l'ordre du Christ, il évacue de Naples Ferdinand IV et sa famille, et les conduit en Sicile sur un vaisseau qu'il commandait, en 1798.
De retour en France en 1803, il ne reprend aucun service, et décède en 1809.

## Publications
- Lettre de M. le C** de C** P** [A.-H.-A. de Chastenet de Puységur] à M. le P** E** de S** [M. le prince Ernest de Salm], 1783 (lire en ligne)
- Détail sur la navigation aux côtes de Saint-Domingue et dans ses débouquemens, Imprimerie royale, Paris, 1787 (lire en ligne)
- avec Nicolas Bergasse, La Journée des dupes , pièce tragi-politi-comique, représentée sur le théâtre national, par les grands comédiens de la patrie, 1790 (lire en ligne)

## Cartes
- Entrée de la rivière de Savanah dans le Continent de l'Amérique, levée en oct.bre 1779, 1779 (lire en ligne)
- Carte réduite de l'Isle de St Domingue levée, dressée et publiée par ordre du Roi, sous le Ministère de M. le Mal de Castries, 1787 (lire en ligne)
- Carte réduite des débouquemens de St. Domingue levée, dressée et publiée par ordre du Roi, 1787 (lire en ligne)
- Carte de Saint Domingue [de Port au Prince au cap Mongon], 1785 (lire en ligne)
- Plan de la baye de l'Acul et des environs levée en 1785, 1785 (lire en ligne)